# Guy de Rothschild
El Barón Guy Édouard Alphonse Paul de Rothschild (París, Francia, 21 de mayo de 1909 - Ibíd., 12 de junio de 2007) fue un banquero francés miembro de la Familia Rothschild. Presidió el banco Rothschild Frères entre los años 1967 al 1979 (que fue el momento en el que se nacionalizó por el Gobierno francés) y muchas otras compañías francesas y extranjeras, como Imerys.

## Biografía
El barón Guy de Rothschild nació en París, hijo del barón Édouard de Rothschild y de su esposa, Germaine Halphen Alice. Su hermano mayor, Édouard Alphonse Émile Lionel, murió siendo un niño tras una apendicectomía. Tuvo además dos hermanas menores: Jacqueline y Bethsabée. Guy era tataranieto de Mayer Amschel Rothschild, fundador del banco de la Familia Rothschild en el siglo XVIII. 
Se crio en casa de sus padres, en la esquina de la Rue de Rivoli y la Place de la Concordia de París; era una propiedad que había sido habitada por el político Talleyrand y donde actualmente se encuentra la Embajada de Estados Unidos. También residió en el Château de Ferrières, a unos cuarenta kilómetros al noreste de París, una enorme mansión construida por Joseph Paxton en la década de 1850, basada en un diseño anterior del mismo Paxton, las Torres Mentmore para el barón Mayer Amschel de Rothschild de la rama inglesa de la familia Rothschild.
Guy de Rothschild fue educado en el Lycée Condorcet y Liceo Louis-le-Grand en París, y por profesores particulares. Realizó el servicio militar con la caballería en Saumur. Asimismo, formó parte del equipo de golf de Francia y ganó el Gran Premio de Sud-Ouest en el año 1948.
Se casó dos veces. En 1937, con una prima lejana, la baronesa Alix Schey de Koromla (1911-1982), exesposa de Kurt Krahmer e hija menor del barón húngaro Philip von Schey Koromla y de su primera esposa. La pareja tuvo un hijo en 1942, David de Rothschild. Por su parte, su esposa tenía dos hijas de su primer matrimonio: Lili y Kahmer Bettina. La pareja se divorció en 1956. La segunda boda de Guy fue en 1957, con la baronesa María-Elena van Zuylen de Nyevelt de Haar (1927-1996), cuyo matrimonio con el conde François de Nicolay también había sido disuelto en 1956. Al igual que su primera esposa, también esta era prima lejana, pero católica, lo que provocó un pequeño escándalo. La pareja tuvo un hijo, el futuro barón Édouard de Rothschild.
Después de su segundo matrimonio, Guy de Rothschild renovó el Château de Ferrières, antes de donarlo a la Universidad de París en 1975. Ese mismo año, compró el Hôtel Lambert, en la isla parisina de San Luis, que convirtió en su residencia, y donde organizó algunas de las fiestas más deslumbrantes del París de la época.
Fue presidente del Fondo social judío unificado entre 1950 y 1982, y del Consistorio entre 1950 y 1956. Fue propietario de la cuadra de caballos de Méautry de Touques, en Normandía, donde se criaron varios ejemplares galopadores de fama mundial. Su cuadra personal corría bajo casaca azul y gorro amarillo; durante mucho tiempo llamada por los turistas la "sainte casaque" por su regularidad en las victorias. Con ellas, Guy de Rothschild ganó una vez el Premio del Arco del triunfo en 1963 con Exbury (que era su caballo preferido), tres veces el prestigioso Premio de Diane (1957, 1960, 1961), tres veces el Premio Royal Oak (1949, 1964, 1973), dos veces el Premio Morny o todavía el Premio Vermeille. Como gran experto en la materia, fue presidente del sindicato francés de criadores de caballos de pura sangre entre los años 1975 y 1982.
- Datos: Q1379005
- Multimedia: Guy de Rothschild / Q1379005